# Tư bản thế kỷ 21
Tư bản thế kỷ 21 (tiếng Pháp: Le Capital au XXIe siècle) là một cuốn sách kinh tế học của Thomas Piketty. Sách đã được Nhà xuất bản Le Seuil xuất bản năm 2013.
Sách nghiên cứu sự vận động của phân phối thu nhập và tài sản tại các nước phát triển kể từ thế kỷ 18. Theo tác giả, sự phân phối của cải là một vấn đề chính trị cơ bản đối với sự ổn định của các xã hội dân chủ hiện đại, và vấn đề này thường xuyên được tranh luận mà không có số liệu chính xác. Nghiên cứu trong sách dựa trên sự diễn giải các dữ liệu lịch sử đa dạng hiện có, ví dụ các lưu trữ về thuế của Pháp.
Các kết quả thu được đặt lại câu hỏi về quan hệ Kuznets, một quy luật kinh tế học được thiết lập trong những năm 1950, hàm ý rằng sự phát triển kinh tế sẽ kéo theo một cách cơ học sự giảm sút bất bình đẳng thu nhập. Các bất bình đẳng hiện ghi nhận được vào thời đầu thế kỉ 21 này là tương đồng với mức độ bất bình đẳng tại thế kỷ 19 và đầu thế kỉ 20. Vì vậy Piketty khẳng định rằng chủ nghĩa tư bản, nếu nó không được giám sát, sẽ sinh ra các bất bình đẳng càng ngày càng to lớn. Ông đã gợi ý nhiều biện pháp chính trị để hạn chế sự tăng lên của bất bình đẳng, nhất là thông qua việc triển khai một hệ thống thuế toàn cầu đánh trên vốn. Ông cũng nhấn mạnh sự cần thiết của việc thực hiện các phương pháp giúp định giá chính xác các gia sản cao nhất.
Cuốn sách đã thu được thành công rất vang dội trong công chúng, đầu tiên tại Pháp, nhưng đặc biệt là tại Mĩ. Tại Mĩ, cuốn sách này đã vào mục sách bán chạy nhất trong vài tuần liền. Sách đã nhận được nhiều lời khen ngợi, nhất là sau bản dịch tiếng Anh xuất bản năm 2014. Gần bốn mươi hợp đồng nhượng bản quyền đã được ký khắp thế giới, một “kỉ lục gần như tuyệt đối” đối với một tập sách đồ sộ như vậy.

## Nội dung

### Hai quy luật cơ bản của chủ nghĩa tư bản
Thomas Piketty phát biểu hai quy luật cơ bản. Quy luật đầu tiên nói rằng phần thu nhập từ vốn trong thu nhập quốc gia ({\displaystyle \alpha _{t}}) sẽ bằng với tỉ lệ lãi trung bình trên vốn ({\displaystyle r_{t}}) nhân với tỉ số giữa dự trữ vốn và thu nhập quốc gia ({\displaystyle \beta _{t}}): {\displaystyle \alpha _{t}=r_{t}\beta _{t}}.
Quy luật thứ hai nêu lên rằng, về dài hạn, tỉ số giữa dự trữ vốn và thu nhập ({\displaystyle \beta }) sẽ tiến tới tỉ số giữa tỉ lệ tiết kiệm ({\displaystyle s}) và tỉ lệ tăng trưởng ({\displaystyle g}): {\displaystyle \beta ={\frac {s}{g}}}.
Piketty ước lượng rẳng tỉ số giữa vốn và thu nhập {\displaystyle \beta _{t}} từng ở mức 6 hay 7, rồi rớt xuống mức 2 sau Chiến tranh thế giới thứ hai và ngày nay nó tìm lại mức gần với mức tại thế ki 19, tức là khoảng 5 hoặc 6.
Ngoài ra, Piketty nhận thấy rằng, trong giai đoạn thời gian dài, tỉ lệ lãi trung bình trên vốn ({\displaystyle r_{t}}) cao hơn tỉ lệ tăng trưởng của nền kinh tế ({\displaystyle g_{t}}). Điều này dẫn đến việc những người giữ vốn làm giàu nhanh hơn phần còn lại của toàn bộ dân số.

### Tóm lược công trình
Sau khi thu nhập và xây dựng các cơ sở dữ liệu quan trọng, Piketty đã đạt được các kết luận sau:
- Một cách xu hướng, tăng trưởng là một biến cố cá biệt của lịch sử kinh tế, dựa rất nhiều vào sự gia tăng dân số. Từ năm 0 đến năm 1750 tại các nước phát triển, tỉ lệ tăng trưởng có lẽ đạt khoảng 0,1 % một năm. Kể từ Cách mạng công nghiệp, tỉ lệ tăng trưởng hàng năm tại các nước phát triển chỉ là 0,8 % một năm. Tỉ lệ tăng trưởng ({\displaystyle g}) ở mức 5 đến 10 % một năm chỉ xảy ra tại châu Âu trong giai đoạn “Ba mươi năm huy hoàng” và tại các nước đang phát triển trong giai đoạn khoảng mười lăm hai mươi năm. Đối với các nước phát triển, đó là nhờ vào sự xây dựng lại diễn ra sau hai cuộc Chiến tranh thế giới và Khủng hoảng lớn; đối với các nước đang phát triển, đó là nhờ vào “sự rượt đuổi “ khẩn trương để bắt kịp các nước phát triển. Theo Piketty và nhiều nhà nghiên cứu khác, các giai đoạn tăng trưởng rất nhanh đã chấm dứt.
- Xét trong lịch sử, tỉ lệ lãi trên vốn ({\displaystyle r}) là ổn định và cao hơn tỉ lệ tăng trưởng. Theo các ước lượng và các tính toán về tỉ lệ lãi trên vốn trong lịch sử xa xôi hết cỡ có thể (Piketty xem lại các công trình đã thực hiện phép ước lượng này cho tới tận thời Đế chế Roma), tỉ lệ lãi trên vốn, dù đó là vốn nông nghiệp, công nghiệp hay ruộng đất, luôn nằm trong khoảng 4,5 đến 5 % một năm. Piketty không thấy có lý do nào khiến việc này sẽ không tiếp diễn giống như vậy trong thế kỉ 21.
- Một cách cấu trúc, {\displaystyle r>g} kéo theo một sự tập trung vốn càng ngày càng lớn. Nếu ta có một tỉ lệ tạo dựng của cải mới ở nhịp độ 0,1 % một năm (hay ngay cả 0,8 %) và một sự tỉ lệ tích luỹ xuất phát từ tài sản hiện thời với biên độ từ 4,5 đến 5 %, rõ ràng là - như được minh chứng qua lịch sử - của cải sẽ dần dần tập trung (với nhịp độ ngày càng nhanh hơn) vào tay một vài người... Điều đó đã không xảy ra trong Ba mươi năm huy hoàng, chẳng qua là vì đây là giai đoạn lịch sử duy nhất của nước Pháp mà sự tập trung vốn đã ở mức thấp đến thế, và điều này là do sự cộng hưởng của nhiều nhân tố: tăng trưởng mạnh; phồng giá cả lớn (làm giảm tỉ lệ tăng trưởng nét trên vốn); chính sách thuế trưng thu đánh trên các thu nhập cao nhất và trên các chuyển giao tài sản kếch xù (lần lượt ở mức tới 80 % và 90 % đối với các lát cao nhất). Hơn nữa, tất cả các hiện tượng trên đã tập trung vào một khối lượng vốn hoá thấp hơn bốn lần so với năm 1914.
- Các điều trên dẫn đến sự quay trở lại của những người nhận thừa kế
  - Cánh cửa “dân chủ-tài năng xứng đáng-bình đẳng “ đã đóng lại. Kể từ những năm 1975, bất bình đẳng thu nhập đã bắt đầu đi lên trở lại: tỉ lệ thuế đánh trên các lát thu nhập cao nhất từ làm việc và từ vốn đã rớt xuống rất thấp trước sự tấn công dữ dội của phe tự do mới và của toàn cầu hoá; phồng giá cả bị các ngân hàng khống chế và dao động từ 1 đến 2 %, và tỉ lệ tăng trưởng tại các nước phát triển đã tìm lại mức gần với xu hướng lịch sử của nó (quanh mức 1 % một năm).
  - Nước được xem là bình đẳng nhất và dựa trên tài năng nhất (đúng là đã nó đã từng như vậy cho đến đầu thế kỉ 20 khi đem so sánh tương đối với châu Âu), thì ngày nay là nước bất bình đẳng nhất: 1 % người Mĩ ôm hết 20 % toàn bộ thu nhập hàng năm của Mĩ, 10 % tiếp theo nhận 50 %, còn 90 % người lao động Mĩ còn lại chia nhau chỉ vỏn vẹn 50 % tổng thu nhập của nước mình. Được sự tích luỹ tài sản tiếp tay, độ tập trung vốn trong giới “siêu giàu “ còn cao hơn cả độ tập trung thu nhập: 1 % sở hữu 35 % tài sản của Mĩ; 10 % chia nhau 70 %; còn 90 % dân số còn lại về phần mình chỉ có 30 % tổng tài sản quốc gia. Xu hướng này xảy ra khắp nơi, mặc dù châu Âu hơi “chậm chân “ hơn chút, do việc vốn gần như đã bị san phẳng tiếp sau các cuộc Chiến tranh thế giới.
  - Theo Piketty, xu hướng của thế kỷ 21 này sẽ là: {\displaystyle g} giảm đi (ở quanh mức 1,5 % kể từ năm 2050, cùng với chấm dứt tăng trưởng dân số); phồng giá cả thấp; {\displaystyle r} ở mức 4,5 %.
  - Các sự kiện trên cho thấy rằng, nếu hệ thống hiện nay được thả lỏng tự do, thì bất bình đẳng sẽ tiếp tục tăng lên và chúng ta sẽ nhanh chóng rơi vào tình hình như trước năm 1914 với một vài người nhận thừa kế giàu có vô cùng vô tận. Xã hội dân chủ của chúng ta sẽ phản ứng ra sao? Những điều huyền hoặc về sự phân bố của cải và khả năng tiến thân dựa trên tài năng là chính sẽ chịu đựng được bao lâu trước các sự thật khô khan đó?

Piketty cuối cùng đề xuất vài lối thoát. Giải pháp mặc định tốt nhất là thực thi một hệ thống thuế tăng dần một cách thực sự, chuyển dần thành thuế trưng thu đối với các lát thu nhập và chuyển giao tài sản lớn nhất, nhằm hạn chế hiệu ứng “tự nhiên “ của sự tập trung tài sản; song song với nó là một loại thuế đánh trên vốn nhằm tăng tốc hướng tới một phân phối tài sản mới. Giải pháp này cũng có điểm lợi là sẽ giúp giải toả khối thiếu hụt ngân sách công cộng khổng lồ mà không gây thiệt hại quá lớn liên quan đến con người. Theo phân phối Piketty, các Nhà nước đã không được hưởng lợi từ sự tích luỹ tài sản to lớn trong vòng 60 năm trở lại đây: chúng vẫn luôn sở hữu một phần ít ỏi và ổn định trong tổng thể vốn quốc gia, trong khi đó của cải tư nhân đã được nhân lên hơn hai lần.
Piketty không ảo tưởng về những khó khăn khi tiến hành giám sát vốn trên quy mô toàn cầu. Ông cũng ý thức được rằng các biện pháp nói trên hiện nay không thực sự hợp lòng dân, do một số các giá trị của xã hội chúng ta (dựa trên tài năng là chính, quan niệm về ứng xử hôn nhân gia đình, chuẩn mực thành đạt cá nhân...) đã được phát triển và củng cố trong giai đoạn bất thường của thế kỉ 20 khi mà {\displaystyle g} tạm thời cao hơn {\displaystyle r}, và dẫn đến sự thờ ơ sâu sắc đối với Nhà nước và hệ thống thuế.

### Điểm mới lạ của công trình
- Vốn (sự tích luỹ, phân phối vốn...) không được nghiên cứu nhiều trong chủ nghĩa tư bản. Piketty diễn đạt lại các suy tư kinh tế học (Smith, Ricardo, Marx...) như một nỗi sợ hãi rằng một nhóm thiểu số sẽ chiếm hết của cải.
- Các nhà kinh tế học có xu hướng làm việc trên các giai đoạn cá biệt, với độ dài và các dữ liệu thống kê ngắn ngủi. Piketty kéo dài nghiên cứu xa nhất có thể theo thời gian và rộng nhất có thể theo không gian.
- Piketty có vẻ nhận được tôn trọng cao và rất ít chỉ trích về phương pháp hoặc các kết luận chính của sách. Hai phê bình hay gặp nhất: một là, ông không đủ “chính trị “ (ông không hô hào giải tán hệ thống hiện tại); hai là, các giải pháp khuyên dùng ở phần cuối sách được cho là chưa thấu đáo (chỉ tập trung vào thuế) hoặc không thực tế (cách tiếp cận toàn cầu).

## Đón nhận công trình

### Đón nhận tại Pháp
Theo Mediapart, Piketty đã bắt mạch “chủ nghĩa tư bản, các mâu thuẫn, các bất bình đẳng tàn khốc của nó “. Christian Chavagneux, khẳng định rằng đó là “sách gối đầu giường, đừng trách tôi không nói trước “.
Nicolas Baverez đã nghiêm khắc gọi công trình là “kiểu Marx nhà quê”. Ông nhấn mạnh rằng không thể kiểm chứng được giả thuyết của Piketty rằng thế kỉ 21 sẽ bị đóng đinh vào tăng trưởng thấp.
Jean-Luc Gaffard, nhà kinh tế học tại OFCE, lấy làm tiếc về khoảng cách hụt hẫng giữa một bên là nguồn số liệu dồi dào và bên kia là sự quá đơn giản của lý thuyết kinh tế phía sau - chủ yếu giả sử rằng tỉ lệ tăng trưởng là độc lập và không liên quan với mức độ bất bình đẳng.
Trong tạp chí Sociologie, Christian Baudelot và Roger Establet khen ngợi “sức mạnh giải thích của phân tích kinh tế học, mang tới ý nghĩa cho thời đại mà ta đang sống “.
Trong video về Thế hệ Y, Usul đã dùng các phân tích của Thomas Piketty để giải thích về sự tiêu tan ảo tưởng của các thế hệ trẻ.

### Đón nhận tại các nước anglo-saxon
Cuốn sách đã thu được thành công rất lớn tại các nước anglo-saxon.
Trong bài viết ngày 23 tháng 3 năm 2014, nhà kinh tế học Paul Krugman nhận định rằng đây đích thị là công trình kinh học hay nhất năm và có lẽ hay nhất thập kỉ. Trong bài điểm sách in trên New York Review of Books, vẫn Paul Krugman khẳng định rằng công trình của Thomas Piketty làm nên một cuộc cách mạng trong cách chúng ta hiểu về các xu hướng dài hạn của bất bình đẳng. Piketty và các tác giả cùng viết đã cho thấy lợi ích của việc dùng phần thu nhập của 1 % những người giàu nhất làm chỉ số, hơn là tập trung vào các chỉ số chung chung hơn chẳng hạn tỉ số giữa các đường chia mười.
Tạp chí The Economist viết về thành công công chúng của cuốn sách nhưng cũng phê bình về nền tảng của nó.
Bản dịch tiếng Anh (Capital in the Twenty-First Century) do Harvard University Press xuất bản năm 2014 đã thu được thành công lớn và bán rất chạy tại Mĩ.
Cuốn sách đứng hạng 16 trong bảng xếp hạng hàng tuần của báo New York Times dành cho những cuốn sách luận văn bán chạy nhất vào ngày 13 tháng 4 năm 2014, hạng 14 vào ngày 4 tháng 5, hạng 4 vào ngày 11 tháng 5, hạng 1 vào ngày 18 tháng 5, 25 tháng 5 và 1 tháng 6, rồi xuống hạng 2 vào ngày 8 tháng 6.
Cuối tháng 6 năm 2014, Thomas Piktty, đã bán được gần 450.000 bản tiếng Anh và 150.000 bản tiếng Pháp.
Thành công của cuốn sách lớn đến mức nó gây ra việc mà nhiều người gọi là “bong bóng Piketty “ hay “cuồng Piketty”. Tạp chí Mĩ Bloomberg Businessweek ngày 29 mai 2014 đã in trang nhất về hiện tượng cuồng Piketty với bìa nhại lại các tạp chí dành cho trẻ vị thành niên.

### Đón nhận tại Việt Nam
Cuốn sách đã được nhắc tới trong nhiều bài điểm sách và bài dịch từ tiếng nước ngoài trên các báo mạng.
Hiện tại chưa có bản dịch tiếng Việt đầy đủ dưới dạng ấn phẩm sách. Tuy nhiên đã xuất hiện bản dịch từng phần trên mạng internet , theo đó một hệ thống từ vựng kinh tế chính trị và xã hội học mới đang được sử dụng.

## Phê bình

### Tranh luận về tính xác thực của các kết quả
Ngày 24 tháng 5 năm 2014, nhà báo Chris Giles xuất bản trên Financial Times một bài báo đặt nghi vấn về các dữ liệu do Piketty tập hợp và phát hiện một loạt các lỗi trong các tập tin Excel mà Piketty đã công bố trên trang mạng của mình. Chris Giles nhận thấy rằng phần của cải sở hữu bởi 10 % những người giàu nhất sẽ là 44 % theo Office for National Statistics và 71 % theo Thomas Piketty. Theo Chris Giles, các lỗi và các xấp xỉ mà ông chỉ ra đặt nghi vấn về hai kết quả chủ yếu của công trình: sự tăng lên của bất bình đẳng tài sản từ 30 năm trở lại đây và việc bất bình đẳng tài sản tại Mĩ lớn hơn tại châu Âu. Trong các sai sót kể trên, ông phân loại thành các sai sót về ghi chép số liệu, ví dụ về bất bình đẳng tài sản tại Thuỵ Điển năm 1920, về các chỉnh sửa không được giải thích kĩ càng, ví dụ các đánh giá bất bình đẳng tài sản tại Pháp vào thế kỉ 19 dựa trên các nguồn số liệu về thừa kế, về các lựa chọn phương pháp gây tranh cãi, ví dụ khi Piketty chóng vánh tính trung bình cho các đánh giá tại Liên hiệp Anh, Pháp và Thuỵ Điển mà không tính đến trọng lượng dân số của từng nước, và về các phép lấp đầy số liệu khá lạm dụng, ví dụ phần của cải sở hữu 10 % những người giàu nhất tại Mĩ từ năm 1910 đến năm 1950.
Thomas Piketty đã đáp trả các phê bình này ngay trong ngày hôm đó, nhấn mạnh rằng dù các dữ liệu hiện có về tài sản là không hoàn hảo, các dữ liệu về kê khai thừa kế là đáng tin cậy hơn và đi theo cùng chiều hướng. Ông cũng nói rõ rằng các phát hiện của Financial Times không làm các kết luận của sách thay đổi gì. Sau đó ông đã công bố câu trả lời chi tiết hơn vào ngày 28 tháng 5 năm 2014 trên trang mạng của mình, chỉ ra rằng phần lớn các điểm mà Chris Giles xem là sai sót thực ra là hợp lý chính đáng và phần lớn các điểm này chỉ cần một vài sửa chữa nhỏ là xong. Về đề nghị của Chris Giles đối với tiến trình của bất bình đẳng tại Liên hiệp Anh, Piketty cho rằng các lực chọn phương pháp của nhà báo Financial Times là rất gây tranh cãi. Thật vậy, Chris Giles dựa trên các số liệu điêu tra chứ không phải các dữ liệu thuế. Mà số liệu điều tra lại đánh giá thấp hơn thực tế các gia sản lớn. Trên blog của mình, Paul Krugman đã bảo vệ Piketty và cho rằng cuộc tranh luận đã được khép lại. Trên báo Washington Post, Matt O'Brien cùng quan điểm rằng Chris Giles, dù có công xem xét tỉ mỉ các dữ liệu mà Thomas Piketty đăng trên mạng, đã quá vội vàng diễn giải các chỉnh sửa của Piketty mà ông ta không hiểu như là các sai sót của tác giả. Trên báo The Guardian, nhà kinh tế học Howard Reed đã chứng minh rằng nhà báo của Financial Times đã phạm các lỗi quan trọng và bảo vệ các dữ liệu được Thomas Piketty trình bày.
Jean-Philippe Delsol, chủ tịch l'Institut de recherches économiques et fiscales đã công bố một bài báo với ý định làm rõ “các trò lừa đảo thống kê của Piketty “.

### Phê bình quy luật cơ bản thứ hai của chủ nghĩa tư bản
Theo Thomas Piketty, tỉ số vốn/thu nhập ({\displaystyle \beta }) về dài hạn sẽ tiến tới tỉ số giữa tỉ lệ tiết kiệm và tỉ lệ tăng trưởng kinh tế ({\displaystyle s/g}). Các nhà kinh tế học Per Krusell và Tony Smith phê bình quy luật cơ bản thứ hai này rằng nó dựa trên một giả thiết cực độ và không mấy thực tiễn khi đề cập đến hành vi tiết kiệm của các tác nhân kinh tế.

### Vốn sản xuất và vốn bất động sản
Trong một bài viết công bố vào tháng 4 năm 2014, Étienne Wasmer và các tác giả cùng viết đã đặt lại vấn đề về giả thuyết sự quay trở lại của đồng vốn tại Pháp qua việc phân biệt vốn nhà ở và vốn sản xuất. Họ bảo vệ ý kiến rằng sự tăng lên của vốn tại Pháp chủ yếu liên quan đến sự tăng lên của giá bất động sản và sự tăng giá này không phản ánh thu nhập từ vốn (nghĩa là tiền thuê nhà).
Nhà kinh tế học Charles Gave chê trách Piketty đã lẫn lộn khả năng sinh lợi trên vốn được đầu tư với tỉ lệ tăng trưởng lợi nhuận.

### Diễn giải nguồn gốc các bất bình đẳng
Guillaume Allègre và Xavier Timbeau đưa ra một phê bình dựa trên ý tưởng rằng quan hệ theo đó tỉ lệ lãi trên vốn cao hơn tỉ lệ tăng trưởng một cách lâu dài ({\displaystyle r>g}) không phải là một hằng số kinh tế quy mô lớn như Piketty giả sử, mà có nền tảng kinh tế quy mô nhỏ gắn liền với sự vận hành không hoàn hảo của thị trường. Phê bình này gợi ý rằng một loại thuế đánh trên vốn có thể không phải là giải pháp tốt nhất để giảm bất bình đẳng, và các tác giả trên đề nghị nên suy nghĩ kĩ lưỡng về định nghĩa quyền sở hữu tài sản cũng như về định nghĩa các quyền cho người sở hữu và không sở hữu tài sản.
Gaël Giraud trong chương sách với tên gọi “Chẩn đoán bệnh và giải pháp của các nhà kinh tế học “ của cuốn “Một thế giới bất bình đẳng “ cũng phê bình các công trình của Thomas Piketty về phân tích nguyên nhân của bất bình đẳng. Trước hết, ông phê bình mô hình của Piketty, với hơi hướng Cổ điển mới, đã không tính đến tiền tệ, các nguồn tài nguyên thiên nhiên và tác động ngược lại của khí hậu lên nền kinh tế. Sự vắng mặt của tiền tệ khiến việc đưa sự bỏ giảm sát tài chính vào nghiên cứu trở nên khó khăn hơn; trong khi đó theo các công trình của Daron Acemoglu & James A. Robinson, quy luật {\displaystyle r>g} chưa chắc sẽ dẫn đến sự tăng lên của bất bình đẳng. Cuối cùng, tiếp nối Joseph Stiglitz, Gaël Giraud phê bình khái niệm về vốn mà T. Piketty chọn dùng, do khái niệm này gộp chung tài sản và cơ sơ hạ tầng sản xuất, và như vậy đã làm hỏng tất cả các phân tích nghiêm túc về nguyên nhân bất bình đẳng. Theo G. Giraud, sự tăng lên của bất bình đẳng tài sản tại các nước giàu đến từ bong bóng bất động sản đang diễn ra khắp các đô thị lớn: sự gia tăng của giá trị bất động sản đã làm dày thêm vốn của các hộ gia đình giàu, những người được tiếp cận vốn vay dễ dàng hơn, và nhờ vậy cho phép họ thực hiện các giao dịch tài chính với hiệu ứng đòn bẩy rất cao.

### Sự nhất quán lý thuyết
Trong bài điểm sách của mình, Robert Boyer lấy làm tiếc về việc sử dụng quá trớn phương pháp quy nạp. Ông đặc biệt chất vấn về tính đúng đắn của phương trình phát biểu rằng tỉ số của vốn và thu nhập về dài hạn (nghĩa là {\displaystyle \beta } trong sách) sẽ bằng với tỉ lệ tiết kiệm ({\displaystyle s}) chia cho tỉ lệ tăng trưởng ({\displaystyle g}). Ông nhấn mạnh rằng trong trường hợp giới hạn, chẳng hạn một nền kinh tế ngưng trệ hoàn toàn ({\displaystyle g=0}), thì phương trình trên trở nên vô lý. Ngoài ra, ông cũng chỉ ra rằng tác giả của sách, sau khi phê bình giả thuyết về sản lượng lề, mô hình tác nhân tiêu biểu và mô hình quyết định xuyên thời gian với chân trời vô hạn, đã dùng lại những giả thuyết và những mô hình kể trên trong lập luận phía sau của mình.

### Nền tảng đạo đức
Trên một diễn đàn được tạp chí Forbes xuất bản, George Leef không tấn công Piketty về số liệu mà về nền tảng đạo đức trong lập luận của ông, rồi viện đến Frédéric Bastiat nhằm giải thích rằng Nhà nước phải bảo vệ tự do và sở hữu của mỗi người nhưng lại nhảy ra khỏi vai trò của mình khi cho rằng một vài người đã “quá “ giàu.

### Tranh luận về nguyên nhân và tác hại của bất bình đẳng
Một trong những phê bình được nói đi nói lại, như Martin Wolf đề cập trên Financial Times, là Piketty đã đặt bất bình đẳng vào tâm điểm phân tích của mình mà không mang tới suy tư nào giúp giải thích tại sao việc đó lại quan trọng đến vậy. Ông giả định mặc nhiên rằng bất bình đẳng là một vấn đề quan trọng mà không bao giờ giải thích tại sao, đơn giản chỉ chứng minh rằng nó tồn tại và nó đã trở nên trầm trọng hơn như thế nào. Trong khi đó, Wolf nhắc lại, có những luận điểm theo chiều hướng ủng hộ bất bình đẳng, như sự khuyến khích phát minh, sự dựa trên tài năng xứng đáng, hay việc giờ đây thậm chí những người nghèo cũng được hưởng những hàng hoá và dịch vụ mà ngay cả những người giàu nhất cũng không mơ tới cách đây vài thập kỉ - nhờ vào một nền kinh tế năng suất hơn gấp hai mươi lần so với cách đây hai thế kỉ. Wolf nhấn mạnh tầm quan trọng của bình đẳng về quyền (isonomie) và kết luận rằng thực tế là không bao giờ có thể xoá bỏ được hoàn toàn bất bình đẳng.
Michael D. Tanner tại Cato Institute, chê trách rằng Piketty mặc định coi bất bình đẳng là có hại: ông dẫn ra ví dụ việc Piketty nói về sự gia tăng bất bình đẳng tại Trung Quốc mà không nhắc tới sự giảm thiểu nghèo đói đáng kể tại nước này: “Rốt cuộc, ta có thể tấn công bất bình đẳng bằng hai cách: làm thấp đi phía thu nhập cao hoặc làm cao lên phía thu nhập thấp”.
Cũng như vậy, Clive Crook, trên Bloomberg View, đã viết rằng “ngoài các nhược điểm khác “, công trình kích động độc giả tin rằng bất bình đẳng là vấn đề quan trọng duy nhất, và tăng trưởng thấp là đáng lo ngại không chỉ là vì nó sẽ ảnh hưởng tới mức sống, mà còn vì nó sẽ khiến bất bình đẳng trầm trọng thêm.

### Diễn giải các kết quả
Hunter Lewis, tại institut Ludwig von Mises, chê trách Piketty đã đổ thừa cho chủ nghĩa tư bản tình trạng mà theo ông là đến từ các ngân hàng trung ương và một “chủ nghĩa tư bản thân hữu “ (Crony capitalism) trong đó Nhà nước can thiệp vào thị trường, ngược lại với chủ nghĩa tư bản “mạnh ai nấy làm “.

## Sách đã xuất bản
- Piketty, Thomas (ngày 5 tháng 9 năm 2013). Le Capital au XXIe siècle (bằng tiếng Pháp) . Le Seuil.
- Piketty, Thomas (tháng 4 năm 2014). Capital in the Twenty-First Century (bằng tiếng Anh). Arthur Goldhammer. Harvard University Press. ISBN 9780674430006.